# Stephanie de Zorzi
Stephanie Ysabel de Zorzi Landaeta (sinh ngày 20 tháng 7 năm 1993 tại Turmero) là một người mẫu thời trang. Cô cũng từng là thí sinh các cuộc thi sắc đẹp tại quê hương Venezuela. Cô là thí sinh đại diện cho bang Aragua tham gia cuộc thi Hoa hậu Venezuela 2013. Tại đây, cô đoạt vương miện Hoa hậu Trái Đất Venezuela, điều này chứng tỏ cô là đại diện của quốc gia này tại cuộc thi Hoa hậu Trái Đất 2014. Nhưng sau đó, Tổ chức Hoa hậu Venezuela đã quyết định tước quyền tham gia cuộc thi của cô vì cân nặng vượt mức cho phép. Đại diện mới của Venezuela tại cuộc thi là Maira Alexandra Rodríguez, người vừa đoạt vương miện Hoa hậu Trái Đất Venezuela 2014.
3 năm sau, cuộc thi Hoa hậu Trái Đất Venezuela được tách ra hoàn toàn khỏi Tổ chức Hoa hậu Venezuela. Stephanie được chỉ định tham gia Hoa hậu Trái Đất 2016. Cô đoạt ngôi vị Hoa hậu Nước (tương đương Á hậu 2), đồng thời làm nên lịch sử khi Venezuela trở thành quốc gia đoạt nhiều vương miện Hoa hậu Nước nhất với năm vương miện sau chiến thắng của de Zorzi.

## Sambil Model Venezuela 2012
Stephanie cũng tham gia Sambil Model Venezuela 2012 và đoạt giải thưởng Reina de la Candelaria. Tại cuộc thi Candelaria, cô gặp lại Kathy Pulido, người đã mời cô tham gia cuộc thi khu vực để trở thành một thí sinh của cuộc thi Hoa hậu Venezuela.

## Hoa hậu Venezuela 2013
Vào ngày 10 tháng 10 năm 2013 tại buổi lễ trao giải cuộc thi Hoa hậu Venezuela 2013, Stephanie xếp hạng nhì, giành danh hiệu Hoa hậu Trái Đất Venezuela 2013 và sẽ đại diện cho Venezuela trong cuộc thi Hoa hậu Trái Đất 2014 nhưng đến cuối cùng cô không tham dự vì tăng cân quá nhanh. Cô giành chiến thắng cùng với Migbelis Castellanos - đại diện tham dự Hoa hậu Hoàn vũ 2014 và Michelle Bertolini - đại diện của đất nước tham gia cuộc thi Hoa hậu Quốc tế 2014.